# 大津市立北大路中学校
大津市立北大路中学校（おおつしりつ きたおおじちゅうがっこう）は、滋賀県大津市北大路にある公立中学校。

## 沿革
- 1982年（昭和57年）4月1日 - 大津市立粟津中学校から分離し開校する。

## 通学区域
- 大津市立晴嵐小学校及び大津市立富士見小学校の通学区域[1]。